# Наводнение Святой Елизаветы (1404)
Первое наводнение Св. Элизаветы (нидерл. Sint Elisabethsvloed) произошло в канун дня Св. Елизаветы (19 ноября 1404 года). Наводнение приняло катастрофические масштабы в таких регионах, как Фландрия, Зеландия и отчасти Голландия. До этого самым разрушительным было наводнение 8 октября 1375 года во Фландрии. В результате наводнений внутренний залив Бракман существенно расширил свою площадь, угрожая деревням, которые продолжали увеличиваться в размерах за 29 лет затишья.

## Разрушения
Наводнение 1404 года заново разрушило область. Другие города, ранее нетронутые, такие как Ийзендийке и Хугевлит, также подверглись разрушению во время наводнения. В графстве Фландрии все острова побережья в устье Западной Шельды были размыты. После этого бедствия Иоанн Бесстрашный, герцог Бургундии приказал соединить все приморские дамбы Фландрии в одну большую плотину. Этим, в частности, и объясняется тот факт, что береговая линия современной Бельгии почти совершенно прямая, в то время как в Нидерландах — крайне извилиста. Так как Иоанн Бесстрашный был также графом Фландрии, плотине дали название Графская дамба.